# Mars Direct
Mars Direct je konceptuální návrh pilotované mise k Marsu navržený pro co největší úspornost a s tím cílem, aby byl proveditelný za použití v současnosti dostupných technologií. Původní návrh v roce 1990 ve studii pro NASA rozpracovali inženýři Robert Zubrin a David Baker. Návrh byl Zubrinem následně dále rozšířen v knize The Case for Mars (doslovně Případ pro Mars), která vyšla v roce 1996. Návrh nyní slouží jako základ Zubrinových přednášek a veřejného prosazování letů na Mars, kterému se věnuje jako předseda Mars Society (tj. Marsovská společnost), organizace zaměřené na podporu budoucí kolonizace Marsu.

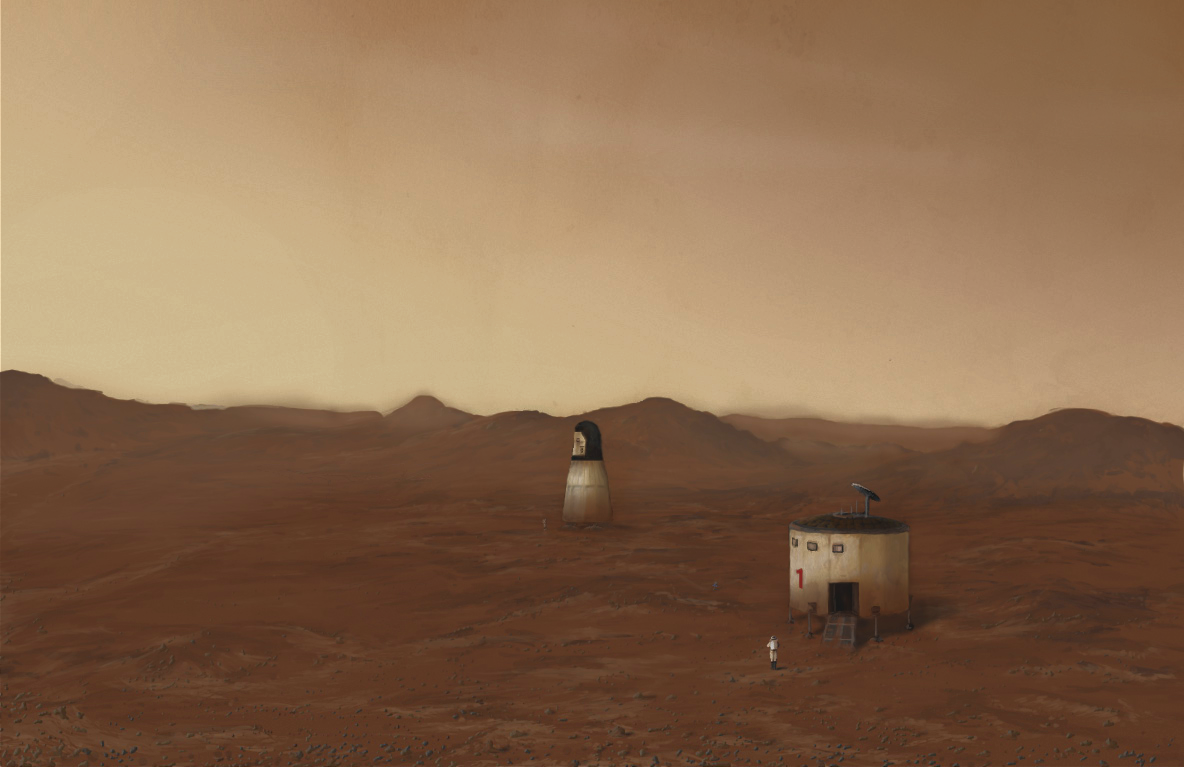
Obytná jednotka a návratový modul na povrchu Marsu.

## Historie

### Iniciativa pro výzkum vesmíru(Space Exploration Initiative)
Dne 20. července 1989 tehdejší americký prezident George H. W. Bush oznámil plán, kterému se později začalo říkat Iniciativa pro výzkum vesmíru (v anj. Space Exploration Initiative, SEI). V projevu předneseném na schodech u vstupu do National Air and Space Museum (Národní muzeum letectví a kosmonautiky ve Washingtonu, D.C) Bush představil své dlouhodobé plány výzkumu vesmíru, které měly vyvrcholit pilotovanou misí s cílem přistát na Marsu.
V prosinci 1990 byla zveřejněna studie, která vyčíslila náklady takového úsilí rozložené na 20 až 30 let na zhruba 450 miliard dolarů.„Tříměsíční studie“ (v anj. 90 Day Study), jak se plánu začalo říkat, v americkém Kongresu vzbudila nepřátelskou reakci vůči SEI, jelikož by se jednalo o největší vynaložení veřejných prostředků od 2. světové války. V průběhu následujícího roku tak byly veškeré žádosti o uvolnění prostředků pro SEI zamítnuty.
1. dubna 1992 se pak ředitelem NASA stal Dan Goldin, který oficiálně zrušil plány na pilotované průzkumné lety mimo oběžnou dráhu Země a úsilí agentury zaměřil na „rychlejší, lepší a levnější“ robotické mise.

### Vývoj plánu
V rámci práce, kterou vykonával pro společnost Martin Marietta a spočívající v navrhování architektury meziplanetárních misí, si Robert Zubrin povšiml zásadní vady SEI.   Zubrin byl přesvědčen, že pokud plány NASA budou sestaveny tak, aby mise k Marsu využívala co možná nejvíce nových technologií, nikdy pro ně nebude možné nalézt dostatečnou politickou podporu.  Dle jeho názoru se jednalo o
Přesný opak toho, jak má vypadat správný inženýrský přístup.
Zubrin k tomuto návrhu mise – zesměšňovaný jako „Battlestar Galactica“ vzhledem k údajné podobnosti masivních, jadernými reaktory poháněných lodí, se kterými počítala SEI, a lodi s tímto jménem ze stejnojmenného amerického sci-fi seriálu – navrhl alternativu, která počítala s delším pobytem na povrchu Marsu, rychlejší letovou trajektorií, využitím lokálních surovin (angl. in-situ resource utilisation, ISRU) a lodí, která by k Marsu byla vypuštěna přímo ze Země, namísto toho, aby byla sestavena ve „vesmírném doku“ na oběžné dráze. Poté, co návrh odsouhlasil management Martin Marietta, začal dvanáctičlenný tým v rámci společnosti plán rozpracovávat do detailu.  Zatímco se tento tým soustředil hlavně na tradičnější architekturu misí, Zubrin ve spolupráci s kolegou David Baker přišel s extrémně jednoduchým, odlehčeným a přitom spolehlivým plánem. Jejich zásady „využívat lokálních zdrojů, cestovat na lehko a žít z toho, co země dá“ se staly charakteristickým znakem plánu Mars Direct.

## Scénář mise

### První start
Při prvním startu nosné rakety Ares (neplést si s podobně nazvaným nosičem, se kterým počítal již zrušený americký program Constellation) by na dráhu k Marsu byla vypuštěna tzv. ERV (angl. Earth Return Vehicle), bezpilotní loď pro návrat k Zemi. ERV se zásobou vodíku, chemickou výrobní jednotkou a malým jaderným reaktorem by po letu trvajícím 6 měsíců automaticky přistála na Marsu. Po příletu na Mars by byla zahájena série chemických reakcí (tzv. Sabatierův proces a elektrolýza), za pomoci kterých by z marsovské atmosféry (obsahující hlavně oxid uhličitý) a malého množství (cca 8 tun) vodíku bylo vyrobeno až 112 tun metanu a kyslíku, které lze využít jako pohonnou směs v raketách. Tento relativně jednoduchý chemický postup, běžně užívaný od 19. století, by zajistil, že by ze Země na povrch Marsu bylo potřeba dovézt pouhých 7 % pohonných látek potřebných k návratu. Právě tato úspora, která se výrazně promítá do celkového hmotnostního rozvržení mise, v důsledku umožňuje misi na Mars provést s vynesením pouze stovek (namísto tisíců) tun materiálu do vesmíru. 
Po ukončení pobytu posádky na Marsu by bylo 96 tun metanu a kyslíku použito jako pohonné látky k vynesení návratové lodi na dráhu zpět k Zemi, zatímco zbytek by byl využit k pohonu roverů (vozidel) během průzkumu na povrchu. Celý proces výroby pohonných látek by trval zhruba deset měsíců od příletu ERV na Mars.

### Druhý start
Asi 26 měsíců po vypuštění ERV by se na cestu vydala další loď, tzv. marsovská obytná jednotka (angl. Mars Habitat Unit, neboli HAB), která by cestovala také cca 6 měsíců při letu na nízkoenergetické trajektorii k Marsu. HAB by vezl posádku čtyř astronautů, což je minimální množství k tomu, aby bylo posádku možno rozdělit do dvou týmů tak, aby žádný člen posádky nezůstal osamocen. K vypuštění HABu s posádkou by došlo až poté, co by automatická výrobní jednotka na ERV signalizovala úspěšné završení produkce chemických látek potřebných k vykonávání operací na povrchu Marsu a posléze k návratu posádky na Zemi. Během letu by bylo roztočením vyhořelého horního stupně nosné rakety podél společné osy s HABem, se kterým by byl spojen kabelem, dosažena „umělá gravitace“. Takto simulovaná gravitace o hodnotě 1 g by astronautům zajistila pohodlné pracovní prostředí a ochránila je před škodlivým působením dlouhodobého vystavení stavu beztíže.

### Přistání a aktivity na povrchu
Po příletu k Marsu by byl horní stupeň odhozen a HAB by pomocí tzv. aerobrakingu dostatečně snížil rychlost ke vstupu na oběžnou dráhu Marsu. HAB by poté přistál v blízkosti ERV.  Přesného přistání by bylo dosaženo za pomoci rádiového majáku, který by umístily automatické rovery z návratové lodi ERV. Po přistání na Marsu by posádka na povrchu strávila 18 měsíců a prováděla různé druhy vědeckého výzkumu. K tomuto účelu by využívala také rover, který si na Mars přivezla v HABu a který by jako zdroj energie používal směs metanu a kyslíku, který předtím vyrobila ERV. 

### Návrat na Zemi a následující mise
Po ukončení mise na povrchu by se posádka přesunula do ERV a odstartovala zpět k Zemi. Opuštěný HAB by zůstal na Marsu pro případné využití posádkami následujících misí. Během zpáteční cesty by byl pohonný stupeň ERV využit jako protiváha k vytvoření umělé gravitace, podobně jako dříve při letu k Marsu.
Následné mise by byly vysílány v dvouletých intervalech tak, aby byla vždy zajištěna přítomnost náhradní ERV na Marsu. ERV příští mise by na Marsu byla společně s ERV mise současné, takže v případě nutnosti by měla posádka k dispozici záložní návratovou loď. V takovém případě by se musela posádka k záložní ERV dopravit pomocí svého roveru. Místo přistání následující mise a tedy i umístění záložní ERV by bylo zvoleno vždy tak, aby se nacházelo v dojezdové vzdálenosti posádky z místa přistání předchozí mise.

## Součásti
Návrh Mars Direct sestává z několika součástí, zahrnující nosnou raketu „Ares“, návratovou loď ERV, a obytnou jednotku HAB.

### Nosná raketa
Plán Mars Direct vyžaduje několik startů raket s velkou nosností a o podobné velikosti jako byl Saturn V používaný v rámci programu Apollo. Podobná raketa by potenciálně mohla být sestavena ze součástí využívaných v programu amerického raketoplánu Space Shuttle.  Navrhovaná raketa „Ares“ by využívala pomocné rakety na tuhé palivo (Space Shuttle Solid Rocket Booster), upravenou externí palivovou nádrž (Space Shuttle External Tank) a nově vyvinutý třetí stupeň spalující kombinaci vodíku a kyslíku (LOx+LH2) k vynesení nákladu na dráhu směrem k Marsu.  Nosič Ares by byl schopen vynést 121 tun nákladu na 300 km kruhovou oběžnou dráhu kolem Země, popř. vyslat 47 tun nákladu na dráhu směrem k Marsu.

### Návratová loď ERV
Návratová loď ERV se skládá ze dvou stupňů. Horní stupeň zahrnuje obytnou kabinu posádky pro její 6 měsíců trvající let zpět k Zemi. Dolní stupeň obsahuje raketové motory, nádrže pohonných látek a v nákladním prostoru malou chemickou výrobní jednotku plus další vybavení (malý jaderný reaktor a automatické rovery).

### Obytná jednotka HAB
Obytná jednotka HAB má tvar „konzervy s tuňákem“ (zploštělý válec) se dvěma nebo třemi palubami, který posádce poskytuje obyvatelný prostor a pracovní prostory během letu na Mars a pobytu na povrchu planety.  Obytný prostor je rozdělený do individuálních ubikací, které členům posádky poskytují určitý stupeň soukromí a místo pro předměty osobní potřeby, a dále na společnou obytnou místnost, malou jídelnu, tělocvičnu a hygienická zařízení, která jsou napojena na uzavřený systém recyklace vody. Nižší paluba obytné jednotky pak obsahuje hlavní pracovní prostory pro posádku: malou laboratoř pro provádění geologického a biologického výzkumu, úložné prostory pro odebrané vzorky, vzduchové uzávěry s přechodovou komorou pro výstup mimo loď a prostor pro přípravu, kde si posádka obléká skafandry a připravuje se na činnosti na povrchu planety. Ochranu před škodlivými úrovněmi radiace při cestě vesmírem nebo na povrchu Marsu (tzn. hlavně před slunečními erupcemi) zajišťuje tzv. „bouřkový kryt“ v jádru lodi, kam by se posádka ukryla v případě náhlého zvýšení úrovně ionizujícího záření.
HAB s sebou veze také malý rover s přetlakovou kabinou, který je uložený na spodní palubě a sestavuje se na povrchu po příletu na Mars. Tento rover využívá spalovací motor na metan, který umožňuje rozšířit poloměr, v rámci kterého může posádka provádět průzkum, a to až na 320 km.
Od doby, kdy byl poprvé navržen jako součást Mars Direct, byl koncept HABu přijat ze strany NASA jako součást tzv. referenční mise pro účely návrhu architektury misí k Marsu (angl. Mars Design Reference Mission), která zahrnuje dvě obytné jednotky HAB, z nichž jedna je k Marsu vyslána nepilotovaně jako laboratoř a „garáž“ pro velký průzkumný rover. Druhá obytná jednotka k Marsu cestuje s posádkou a je kompletně vyhrazená pro obytné prostory posádky a úložné prostory.
Mars Society za účelem prokázání funkčnosti konceptu obytné jednotky provozuje program tzv. analogických marsovských stanic (Mars Analogue Research Station Program), v rámci kterého na různých místech na světě, které svými podmínkami připomínají povrch Marsu, provozuje výzkumné stanice podobné HABu, kde výzkumníci simulují činnosti, které bude provádět posádka během skutečné mise na Mars.

## Ohlasy
Baker v dubnu 1990 plán představil v Marshall Spaceflight Center, kde se mu dostalo velmi pozitivního přijetí.  Oba inženýři pak se svým návrhem cestovali po Spojených státech a dokázali pro něj v odborných kruzích získat značnou podporu. Toto turné vyvrcholilo prezentací plánu před Národní vesmírnou společností (angl. National Space Society), kde sklidili bouřlivý potlesk. Poté se Mars Direct velmi rychle dostal do centra pozornosti médií.
Plán byl však i předmětem kritiky, a to hlavně ze strany ostatních týmů, které v NASA pracovaly na programu vesmírné stanice Freedom a na projektech vývoje pokročilých vesmírných pohonných systémů, jelikož jejich projekty nebyly pro realizaci Mars Direct potřeba. Vedení NASA posléze návrh odmítlo. Zubrin zůstal odhodlán Mars Direct dále prosazovat a poté, co se s Bakerem rozešli vlastními cestami, se v roce 1992 pokoušel o návrhu přesvědčit nové vedení NASA.
Když mu společnost Martin Marietta udělila drobný výzkumný grant, Zubrin a kolegové s úspěchem demonstrovali výrobu pohonných látek za použití lokálních zdrojů (konkrétně výrobu metanu z atmosférického oxidu uhličitého). Podle Zubrina jejich výsledná demonstrační chemická jednotka dosáhla 94% efektivity, ačkoliv se projektu neúčastnil žádný odborník na chemii. Avšak i poté, co byly tyto výsledky představeny v Johnsonově vesmírném středisku (angl. Johnson Space Center), mělo vedení NASA k plánu výhrady.
V listopadu 2003 byl Zubrin pozván, aby promluvil v americkém Senátu před výborem pro budoucnost výzkumu vesmíru. O dva měsíce později administrativa George W. Bushe oznámila zahájení programu Constellation, který zahrnoval pilotované vesmírné lety s cílem návratu lidí na Měsíc do roku 2020.  Ačkoliv mise na Mars nebyla konkrétně rozpracována, existoval předběžný návrh na využití vesmírné lodi Orion pro misi k Marsu někdy po roce 2030. Financování programu Constellation bylo však po nástupu Baracka Obamy na post prezidenta USA pozastaveno z důvodu nedostatku prostředků a pochybností ohledně smyslu celého úsilí o návrat na měsíc a program byl následně ukončen.

## Ve fikci
- Mars Direct tvoří základ mise na Mars v románech The Martian Race (Gregory Benford), Mars Crossing (Geoffrey A. Landis), Rainbow Mars (Larry Niven), The 13th Day of Christmas (Robert M. Blevins') a také v románu s názvem First Landing, jehož autorem je sám Zubrin.
- Mars Direct představuje podklad i pro film Mise na Mars z roku 2000.
- V epizodě seriálu Západní křídlo s orig. názvem "The Warfare of Genghis Khan" pracovník NASA vysvětluje Mars Direct skeptickému zástupci vedoucího kanceláře Bílého domu Joshi Lymanovi, kterého se mu podaří o výhodách plánu přesvědčit.
- Nový román Andyho Weira Marťan zobrazuje program letů na Mars „Ares“, který s návrhem Mars Direct sdílí mnohé podobnosti.
- V seriálu Návštěvníci je zmíněno osídlení Marsu